# Christian Händle
Christian Händle, né le 13 mai 1965 à Marbourg, est un rameur d'aviron allemand. 

## Carrière
Aux Championnats du monde d'aviron, il remporte une médaille d'argent en deux de couple en 1994 et une médaille de bronze en deux de couple en 1993.

## Vie privée
Il est le mari de la rameuse Birgit Peter et le frère du rameur Roland Händle.